# Jaime Bassa
Jaime Bassa, né le 31 mars 1977 à Santiago est un universitaire, professeur de droit constitutionnel, avocat, et homme politique, militant et figure de la lutte pour une nouvelle constitution chilienne.
Il est élu membre de l'Assemblée constituante lors des élections de 2021, par la circonscription du district n°7. Lors de l'inauguration de l'assemblée, le 4 juillet, il est élu vice-président.

## Biographie
Jaime Bassa, né à Santiago, est titulaire d'une maîtrise en droit de l'Université du Chili, d'une maîtrise en philosophie de l'Université de Valparaíso et un doctorat en droit à l'Université de Barcelone. Il est professeur de droit constitutionnel à Valparaíso, il est également directeur du département en droit public et directeur des études politiques et constitutionnelles de cette même université.

## Carrière politique

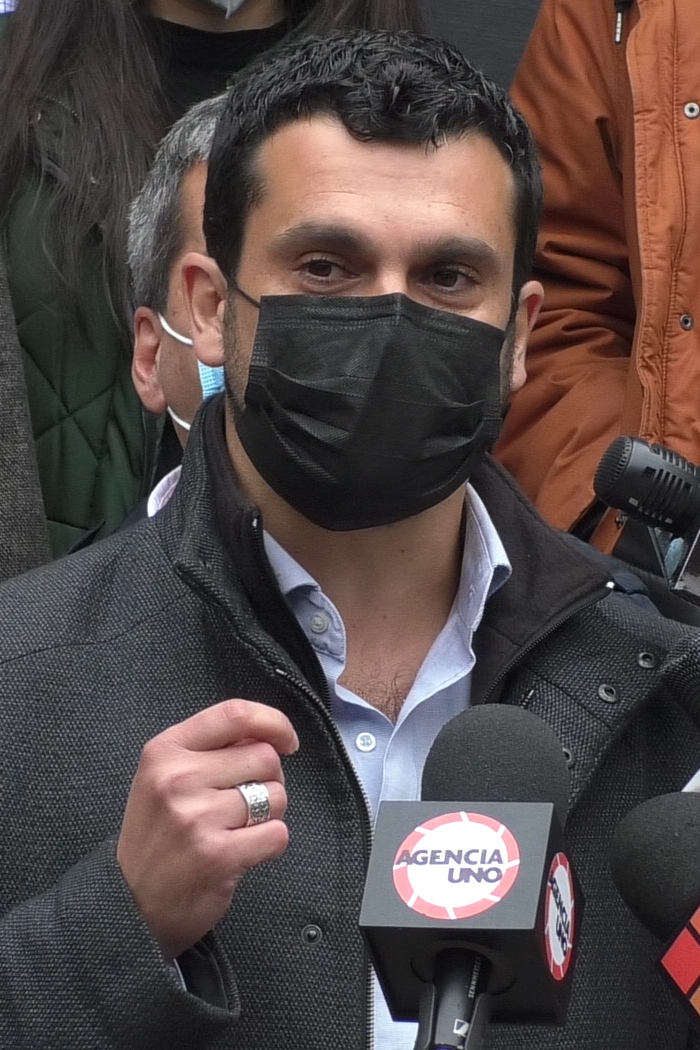
Jaime Bassa lors d'une conférence de presse entre élus en mai 2021.

En 2013, il est l'un des coordinateurs de la campagne « Faites votre vote (es) » (en espagnol : Marca Tu Voto) dans la région de Valparaíso, qui visait à promouvoir la création d'une nouvelle Assemblée constituante, et participer à plusieurs simulations d'assemblées.
En 2015, il est nommé par l'ancien président Ricardo Lagos, comme « directeur juridique » du projet « Tu Constitución », une plateforme numérique crée pour recueillir des idées afin d'établir une nouvelle constitution comme proposition de campagne pour les prochaines années.
Il s’impose peu à peu comme un constitutionnaliste spécialiste de ce droit. Au fur et à mesure de la publication de ses livres, il sera régulièrement invité par différentes commissions du Congrès. En juillet 2018, lors d'une intervention à la commission de défense nationale, il fait l'objet de polémiques et de critiques par des députés de droite et centre droit, notamment du Parti radical, car il ne portait pas de veste et de cravate, soulignant qu'il n'était pas habillé « correctement ». Il est néanmoins défendu lors de la séance par les élus du Front large et de la gauche.
Après le référendum de 2020, il est l'un des membres de l'équipe de spécialistes qui ont participé à rédiger la règle de parité pour l'application de l'Assemblée constituante.
Il se présente comme candidat indépendant aux élections constituantes de 2021, il est soutenu et inscrit dans la liste de l'Approbation dignité, soutenu par le Front large, et le parti Convergence sociale. Il est élu comme membre de l'Assemblée constituante avec 43 000 voix et 13%, il est le candidat le plus voté au sein de la circonscription du district n°7.
Le 4 juillet 2021, lors de la session inaugurale de l'Assemblée, il est élu vice-président. Après le vote du règlement et la création des commissions de l'Assemblée constituante, en octobre 2021, il rejoint la commission du système politique, du gouvernement, du pouvoir législatif et du système électoral.
Lors de l'élection présidentielle de 2021, il soutient publiquement la candidature de Gabriel Boric, étant lui-même proche de la coalition d'Approbation dignité et du parti Convergence sociale.

## Pensée politique
Après avoir été de sensibilité libérale durant sa scolarité et sa carrière, il établit une critique de la Constitution de 1980 et se rapproche de la gauche radicale pendant la dernière décennie et se définit comme un critique du modèle néolibéral et anticapitaliste.
Il s'inscrit dans la théorie politique d'un « constitutionnalisme critique », un courant de constitutionnalistes de gauche, et il développe notamment une critique politique de la constitution de 1980 et la nécessité de la création d'un nouveau processus constituant. Il évoque notamment que la constitution ne permet pas de répondre aux « exigences » de la légitimité démocratique.
Sur le plan de l'idéologie politique, il est partisan d'un rôle fort de l'État-providence et d'un interventionnisme étatique, notamment pour fournir des prestations dans les secteurs de l'éducation, la santé et les retraites.

## Publications
- El estado constitucional de derecho: Efectos sobre la Constitución vigente y los derechos sociales, Jaime Bassa, 200 pages, 2008
- La Constitución chilena: Una revisión crítica a su práctica política, Jaime Bassa, 338 pages, 2015
- Constituyentes sin poder: Una crítica a los límites epistémicos del derecho moderno , Jaime Bassa, 2019
- La Constitución que queremos, Jaime Bassa, 2020
- Chile decide: Por una nueva Constitución, Jaime Bassa, 2020

## Résultats électoraux

### Élections constituantes de 2021
- Élections constituantes chiliennes de 2021, pour la circonscription du district n°7 (Île de Pâques, Archipel Juan Fernández, Valparaíso, Concón, Viña del Mar, Algarrobo, Carthagène, Casablanca, El Quisco, El Tabo, San Antonio, Santo Domingo)[1]

| Candidature                | Liste                  | Parti    | Votes  | %    | Résultat |
| -------------------------- | ---------------------- | -------- | ------ | ---- | -------- |
| Jaime Bassa                | Approbation dignité    | Ind.     | 43 507 | 13,1 | Élu      |
| Jorge Arancibia Reyes      | En avant pour le Chili | Ind.     | 21 523 | 6,5  | Élu      |
| Camila Zárate Zárate       | La liste du peuple     | Ind.     | 18 939 | 5,7  | Élue     |
| Agustín Squella Narducci   | Liste d'approbation    | Ind.     | 17 710 | 5,3  | Élu      |
| Tania Madriaga Flores      | La liste du peuple     | Ind.     | 15 017 | 4,5  | Élue     |
| Raúl Celis Montt           | En avant pour le Chili | RN       | 13 733 | 4,1  | Élu      |
| Tomás Lagomarsino Guzmán   | La liste du peuple     | Ind.     | 12 614 | 3,8  |          |
| Luis Cuello Peña y Lillo   | Approbation dignité    | PPCh     | 12 199 | 3,7  |          |
| Juan Rodríguez Oyarzún     | En avant pour le Chili | Ind.     | 12 075 | 3,6  |          |
| Cristián Bellei Carvacho   | Approbation dignité    | Ind.     | 9 802  | 3,0  |          |
| Constanza Valdés Contreras | Approbation dignité    | Communes | 6 634  | 2,0  |          |
| Hotuiti Teao Drago         | En avant pour le Chili | Ind.     | 4 974  | 1,5  |          |
| Pedro Cayuqueo Millaqueo   | Liste d'approbation    | Ind.     | 4 761  | 1,4  |          |
| María José Oyarzún Solís   | Approbation dignité    | RD       | 2 584  | 0,8  | Élue     |